# Emil Boss

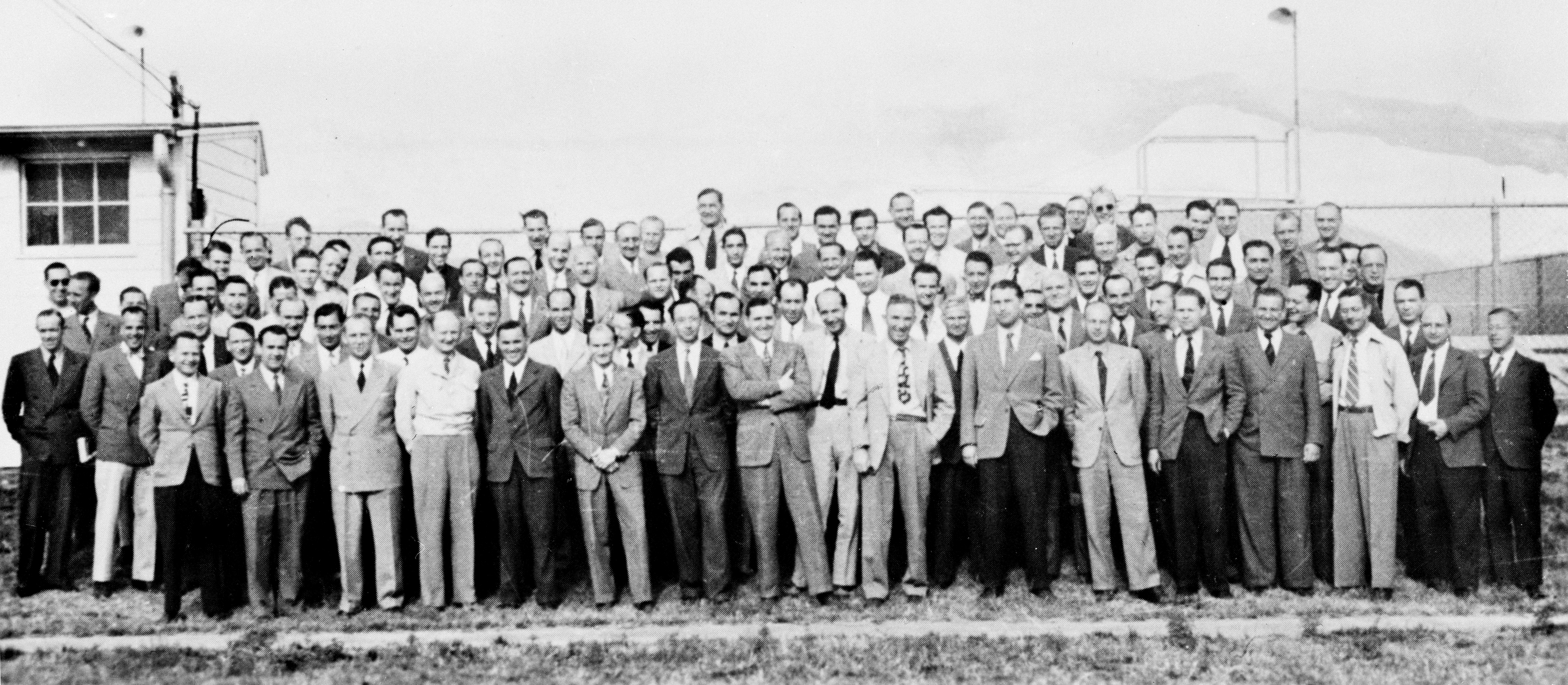

Emil David Zackarias Boss, född den 30 november 1979, är en svensk författare och facklig organisatör.
Boss debuterade 2011 med diktsamlingen och arbetsplatsskildringen Vad avlägsna vi ser ut man kan knappt tro att det är vi (Bonniers). Våren 2017 kom diktsamlingen Acceleration (Lejd) och 2019 boken Sydafrikanskt vin - en annorlunda vinbok(Federativs). 2019 dramatiserades Acceleration och sattes upp på Teater Tribunalen. Hösten 2023 kom diktsamlingen Kompression (Lejd). 2024 gjorde han ett sommarprat för Teater Tribunalen och 2025 användes texter ur Kompression i föreställningen Kapitalet- ett musikdramatiskt agitatorium. Han har medverkat med lyrik i olika tidskrifter.
Boss är aktiv inom arbetarrörelsen i SAC och har bland annat varit pressansvarig och redaktör för medlemstidningen Syndikalisten. Han arbetar sedan 2020 med att organisera migrantarbetare som regionalt skyddsombud och förhandlare. 
Sedan 2013 är Boss krönikör på norska Klassekampen. Han skriver också sedan 2019 krönikor för tidningen Arbetaren och har varit återkommande gästkrönikör i tidningen Byggnadsarbetaren. Boss är medlem i Föreningen Arbetarskrivare och var med och bildade kampanjen Rättvis vinhandel och migrantfacket Solidariska byggare. I de första säsongerna av SVT:s dramaserie Rederiet spelade Emil Boss rollen som den unga Reidar "Junior" Dahlén.

### Medverkan i antologier
- 2012 Landet som sprängdes, Föreningen Arbetarskrivare
- 2014 Det arbetande folket, Föreningen Arbetarskrivare
- 2015 Fri höjd och arton andra noveller i fackliga studier, En Bok För Alla
- 2019 Berör och förstör, Rabén och Sjögren
- 2019 Anthology of young swedish poets, Vaksikon
- 2020 Världen vi lämnar, Föreningen Arbetarskrivare
- 2023 Något har hänt - 100 öden på den nya arbetsmarknaden, Federativs förlag

## Priser och nomineringar
- 2017 Solidaritetspriset[2]
- 2018 Nominerad till Sveriges radios lyrikpris[3]
- 2018 Byggnads kulturstipendium[4]
- 2019 Årets reportagebok, Måltidsakademien
- 2019 Gourmand Awards Sverige - Wine and drink writing.
- 2023 Samfundet De Nios julpris
- 2024 Nominerad till Sveriges radios lyrikpris.
- 2025 Jan Fridegårdstipendiet, Uppsala Kommun